# Croton megistocarpus
Espèce
Croton megistocarpus est une espèce de plantes à fleurs du genre Croton et de la famille des Euphorbiaceae présente au Costa Rica.